# Orden Heráldica de Cristóbal Colón
La Orden Heráldica de Cristóbal Colón es una orden de la República Dominicana que fue instituida el 23 de julio de 1937. El Jefe de Estado confiere la orden, por recomendación del Consejo de la Orden, tanto a los civiles como al personal militar para reconocer sus servicios. 
Según indica su Reglamento la Orden "instituida en memoria del Descubridor de América, Cristobal Colón, es un elevado honor que la República concede a los que hayan sobresalido por servicios meritorios que se relacionen con la gloria del Gran Argonauta, con sus restos o con el Faro Conmemorativo que se erigirá en Ciudad Trujillo para perpetuar su recuerdo."
Se rige por un consejo de la orden que consta de diez miembros. El Ministro de Relaciones Exteriores de la República Dominicana es miembro ex oficio y presidente del consejo. Los miembros del consejo son premiados con el cuarto grado de la orden (Gran Oficial). 

## Grados de la Orden
La orden se divide en siete grados: 
• Collar se otorga al Presidente de la República.
• Gran Cruz con Placa de Oro se otorga a los jefes de Estado extranjeros, a los expresidentes y vicepresidentes. 
• Gran Cruz con Placa de Plata se concede a los miembros de las legislaturas y la Corte Suprema, ministros de Estado, embajadores y el arzobispo metropolitano.
• Gran Oficial se otorga a los jefes de servicio y altos funcionarios de gobierno y de la iglesia.
• Comendador se otorga a los gobernadores de las provincias, los directores generales de enseñanza, directores de academias, decanos de universidades, autores y otros de similar importancia.
• Oficial se concede a los profesores y directores de escuelas, funcionarios del grado de coronel o más y civiles de igual importancia.
• Caballero es el premio a los demás.

## Insignia
Tal y como recoge el reglamento de 1937:  "El collar de la Orden de Cristobal Colón será  de oro macizo  de 18 quilates, formados por cuatro grupos, compuesto cada uno del busto de Cristóbal Colón enmarcado por una corona de laurel, del Escudo de la Nación esmaltado en colores naturales y de una corona de laurel esmaltada en verde; en el centro el Collar llevará, en gran tamaño y esmaltado en colores naturales, el Escudo de la Nación, cuyo alto se adornará con quince brillante engastados en platino, del Escudo de la Nación penderá la Venera de la Orden; las formas esféricas de las extremidades de la Cruz de malta (sic) serán formadas por ocho rubíes."

## Condecorados
- Juan Carlos de Borbón.
- Felipe de Borbón.
- Victoria Abril.
- Claudia Cardinale.
- Geraldine Chaplin.
- Jaime Manuel Fernández González.
- Juan Luis Guerra.
- Franklin Rodríguez (político).
- David Lenning.
- Raphael.
- Omar Sharif.
- Benicio del Toro.
- Mario Vargas Llosa.
- Yin T. Hsieh
- Embajador Oscar Hernández Bernalette (Venezuela)
- Óscar de la Renta.
- Michel Camilo.
- Humberto Arguello Tefel.
- Pedro Mir
- Zoe Saldaña